# Noah Williams
Pour les articles homonymes, voir Williams.
Noah Williams, né le 15 mai 2000, est un plongeur britannique.

## Carrière
Aux Championnats d'Europe de plongeon 2017, il est médaillé de bronze en plongeon synchronisé à 10 mètres avec Matthew Dixon.
Il obtient ensuite la médaille d'argent au plongeon synchronisé à 10 mètres avec Matthew Dixon aux Championnats d'Europe de natation 2018 et aux Jeux du Commonwealth de 2018. 
Aux Championnats d'Europe de plongeon 2019, il est médaillé d'argent en plongeon synchronisé mixte à 10 mètres avec Eden Cheng, médaillé de bronze en plongeon synchronisé à 10 mètres avec Matthew Dixon et médaillé de bronze par équipe mixte.
Il est médaillé d'argent en plongeon synchronisé mixte à 10 mètres avec Andrea Spendolini-Sirieix aux Championnats d'Europe de natation 2020 à Budapest.

## Palmarès

### Jeux olympiques
- Jeux olympiques 2024 à Paris  France :
  -  Médaille d'argent du plongeon synchronisé à 10 m avec Tom Daley.

### Championnats du monde
- Championnats du monde 2022 à Budapest  Hongrie :
  -  Médaille d'argent du plongeon synchronisé à 10 m avec Matty Lee
- Championnats du monde 2024 à Doha  Qatar :
  -  Médaille d'argent du plongeon synchronisé à 10 m avec Tom Daley.

### Championnats d'Europe
- Championnats d'Europe 2018 à Édimbourg  Royaume-Uni :
  -  Médaille d'argent du plongeon synchronisé à 10 m avec Matthew Dixon.
- Championnats d'Europe 2020 à Budapest  Hongrie :
  -  Médaille d'argent du plongeon synchronisé mixte à 10 m avec Andrea Spendolini-Sirieix.
- Championnats d'Europe 2022 à Rome  Italie :
  -  Médaille d'argent du plongeon individuel à 10 m.
  -  Médaille de bronze du plongeon par équipes mixte.